# Министерство цифрового развития, инноваций и аэрокосмической промышленности Казахстана
Министерство цифрового развития, инноваций и аэрокосмической промышленности Республики Казахстан (каз. Қазақстан Республикасының цифрлық даму, инновациялар және аэроғарыш өнеркәсібі министрлігі) — центральный исполнительный орган Республики Казахстан. Образован Указом Президента Республики Казахстан от 6  октября 2016 года.

## Полномочия
Министерство ответственно за реализацию государственной политики в области оборонной, аэрокосмической и электронной промышленности, информационной безопасности в сфере информатизации и связи (кибербезопасности), мобилизационной подготовки и мобилизации, формирование и развитие государственного материального резерва, участие в проведении единой военно-технической политики и военно-технического сотрудничества, руководство в области формирования, размещения и выполнения оборонного заказа.

## История
В советское время на территории Казахстана располагалось 50 предприятий оборонной промышленности. В Казахстане производилось значительное количество вооружений и оборудования для военно-морских сил: торпеды, ряд ракет морского базирования, антиторпедная технология, радиоэлектронное оборудование, системы наведения; радиоэлектронное оборудование для авиации, радарные станции, вооружение для танков; стрелковое оружие, ракетные системы, компоненты противоракетных систем противоракетной обороны, ПВО; здесь выпускалось 11 % всех артиллерийских систем, 18 % всех боевых машин пехоты. Крупными центрами являлись — Петропавловск, Усть-Каменогорск, Уральск, Алма-Ата.
Казахстан был активно вовлечен в производстве ядерного оружия при Советском Союзе. Кроме Семипалатинского полигона, существовало значительное количество предприятий, имевших отношение к ядерной инфраструктуре Советского Союза. Это Прикаспийский горно-металлургический комбинат, Ульбинский металлургический завод, Целинный горно-химический комбинат, Центральное рудоуправление ПО «Южполиметалл», Мангышлакский энергокомбинат, Азгирский полигон и др. Несмотря на наличие ключевых звеньев производства и отработки ядерного оружия (Ульба, Семипалатинск, Шевченко) и ракет существовавшая при Советском Союзе чрезвычайно специализированная технологическая цепочка производства ядерных устройств и средств доставки предотвращает становление Казахстана как независимого производителя любых типов ядерных взрывных устройств или баллистических ракет.
5 декабря 1991 года была образована Казахская государственная корпорация электротехнических и машиностроительных предприятий оборонного комплекса (корпорация «КЭМПО»), которая обеспечивала координацию деятельности предприятий, входящих в её состав, развитие научно-технического прогресса в области науки, техники и технологии, создание экономических механизмов по стимулированию производства товаров народного потребления, специальной и гражданской продукции. Корпорация прекратила своё существование в 2005 году.
Министерство оборонной и аэрокосмической промышленности реализует мероприятия в рамках реализации Концепции кибербезопасности («Киберщит Казахстана»), утвержденной Постановлением Правительства Республики Казахстан от 30 июня 2017 года № 407. Цель Концепции — достижение и поддержание уровня защищённости электронных информационных ресурсов, информационных систем и информационно-коммуникационной инфраструктуры от внешних и внутренних угроз, обеспечивающего устойчивое развитие Республики Казахстан в условиях глобальной конкуренции. Выполнение Концепции послужит дальнейшей модернизации казахстанского общества и будет способствовать реализации Стратегии «Казахстан-2050» по вхождению Казахстана в число 30-ти самых развитых государств мира, а также станет вкладом Казахстана в реализацию Глобальной программы кибербезопасности ООН.
25 февраля 2019 года указом Президента Республики Казахстан Нурсултана Назарбаева Министерство оборонной и аэрокосмической промышленности Республики Казахстан реорганизован в Министерство цифрового развития, оборонной и аэрокосмической промышленности Республики Казахстан с передачей ему функций и полномочий в сфере связи, информатизации, «электронного правительства», развития государственной политики в сфере оказания государственных услуг от Министерства информации и коммуникаций Республики Казахстан.
17 июня 2019 года указом Президента Республики Казахстан Касым-Жомарт Токаева функции и полномочия министерства в сфере оборонной промышленности, участия в проведении единой военно-технической политики, осуществления военно-технического сотрудничества, формирования, размещения и выполнения государственного оборонного заказа были переданы Министерству индустрии и инфраструктурного развития Республики Казахстан, в сфере мобилизационной подготовки и мобилизации, формирования и развития государственного материального резерва — Министерству национальной экономики Республики Казахстан. Само министерство было преобразовано в Министерство цифрового развития, инноваций и аэрокосмической промышленности Республики Казахстан с передачей функций:
- Министерства сельского хозяйства Республики Казахстан в области геодезии и картографии;
- Министерства индустрии и инфраструктурного развития Республики Казахстан в области инновационной деятельности, научно-технического развития страны[9].

## Структура
На 2019 год.
- Департамент инновационного развития и цифровизации
- Департамент управления активами
- РГУ "Научно-исследовательский институт микрографии"
- Уполномоченный по этике
- Управление информационной безопасности
- Управление информационного обеспечения
- Департамент развития электронной промышленности
- Департамент государственной политики в области ИКТ
- Департамент внутреннего аудита
- Управление защиты государственных секретов
- Департамент стратегического планирования
- Департамент управления человеческими ресурсами
- Юридический департамент
- Департамент государственной политики и инфраструктуры в области связи
- Департамент финансов
- Департамент цифровизации
- Департамент внутреннего администрирования
- Департамент развития «электронного правительства» и государственных услуг
- Департамент развития оборонно-промышленного комплекса
- Департамент государственного оборонного заказа
- Департамент мобилизационной подготовки
- Департамент научно-технологического развития
- Департамент международного сотрудничества
- Аэрокосмический комитет
- Комитет телекоммуникаций
- Комитет по информационной безопасности

## Задачи
1) формирование и проведение эффективной государственной политики в регулируемых сферах, а также развитие конкурентоспособной аэрокосмической промышленности и обеспечение информационной безопасности в сфере информатизации, формирование и обеспечение развития информационно-коммуникационной инфраструктуры, отрасли геодезии и картографии, в сфере государственной поддержки инновационной деятельности, развития местного содержания в сфере инновационной деятельности, научно-технического развития страны, эффективное функционирование рынка услуг связи; 

2) осуществление руководства и межотраслевая координация государственных органов в сфере деятельности, отнесенной к компетенции Министерства; 

3) государственное управление и государственный контроль в регулируемых сферах; 

4) обеспечение, в пределах своей компетенции, контроля за соблюдением законодательства Республики Казахстан;
5) развитие прикладных исследований и опытно-конструкторских работ и их дальнейшая коммерциализация; 

6) формирование и развитие космической отрасли Республики Казахстан; 

7) создание условий для формирования рынка космических технологий и услуг;
 
8) создание законодательной и договорно-правовой базы космической деятельности в Республике Казахстан;
 
9) координация работ в пределах своей компетенции по аренде Российской Федерацией комплекса "Байконур"; 

10) координация в области почты и связи, а также регулирование деятельности в области почты на территории Республики Казахстан и деятельности лиц, предоставляющих услуги в области связи или пользующихся ими; 

11) осуществление руководства и межотраслевой координации в сфере информатизации и "электронного правительства"; 

12) обеспечение реализации государственной политики в сфере оказания государственных услуг в пределах своей компетенции; 

13) осуществление формирования, развитие и обеспечение инфраструктуры связи Республики Казахстан; 

14) международное сотрудничество в регулируемых сферах в пределах своей компетенции в соответствии с законодательством Республики Казахстан; 

15) формирование государственной политики в сферах информационно-коммуникационных технологий, связи и оказания государственных услуг; 

16) осуществление руководства соответствующей отраслью (сферой) государственного управления; 

17) формирование государственной политики в сфере геодезии и картографии; 

18) планирование, мониторинг, стимулирование, развитие инновационной системы; 

19) осуществление иных задач, возложенных на Министерство, в пределах своей компетенции.

## Министры
1. Атамкулов, Бейбут Бакирович Министр оборонной и аэрокосмической промышленности (7 октября 2016 — 26 декабря 2018)
2. Жумагалиев, Аскар Куанышевич Министр цифрового развития, оборонной и аэрокосмической промышленности (с 25 февраля 2019)
3. Жумагалиев, Аскар Куанышевич (18 июня 2019 — 20 июля 2020)
4. Мусин, Багдат Батырбекович (2 сентября 2020 — 30 апреля 2024)
5. Мадиев, Жаслан Хасенович (с 6 мая 2024)